# Вена (станция метро)
Вена (англ. Vienna) — конечная наземная открытая станция Вашингтонгского метро на Оранжевой линии. Изначально станция носила прежнее название, 1998-2011 года — Вена/Фэрфакс — Джи-Эм-Ю. Она представлена одной островной платформой. Станция обслуживается Washington Metropolitan Area Transit Authority. Расположена на территории статистически обособленной местности Оактон, обеспечивая доступ к близлежащим городу Виенна, свободному городу Фэрфакс и главному кампусу Университета Джорджа Мейсона, с выходом на межштатную автомагистраль №66 между Nutley Street и Blake Lane.
Станция была открыта 7 июня 1986 года.
Открытие станции было совмещено с завершением строительства ж/д линии длиной 14,6 км и открытием ещё 3 станций: Ист-Фолс-Чёрч, Уэст-Фолс-Чёрч, Дунн-Лоринг.

## Режим работы
Открытие — 4:50
Отправление первого поезда в направлении:
- ст. Нью-Кэролтон — 5:00

Отправление последнего поезда в направлении:
- ст. Нью-Кэролтон — 23:25